# Heinz Falke
Heinz Falke (Groningen 7 juni 1930 – Oss, 23 februari 2012) was een Nederlandse kunstenaar.
Falke begon jong met tekenen, maar bekwaamde zich na een opleiding aan de academie in Arnhem (1950-1955) tot graficus. Hij exposeerde in 1960 voor het eerst in Oss. Daar werd ook zijn laatste expositie - Prachtig pas Tachtig - gehouden ter ere van zijn 80e verjaardag. Falke exposeerde regelmatig in het buitenland. Zijn werk wordt gekenmerkt door strakke lijnen en heldere, iriserende kleuren.
Hij was maatschappelijk actief door het (mede) oprichten van allerlei instanties als De Vrije Academie en Cultureel centrum Jossac. Daarnaast was hij betrokken geweest bij diverse culturele stichtingen en werkgroepen. Voor zijn verdiensten kreeg hij het Osje van Verdienste, voor zijn aandeel in de popularisering van de kunst in Oss.
De Groningse graficus Hendrik Werkman was zijn grote voorbeeld. Hij was de broer van edelsmid Joop Falke.